# Byton M-Byte
Byton M-Byte – elektryczny samochód osobowy typu SUV klasy wyższej wyprodukowany pod chińską marką Byton w 2019 roku

## Historia i opis modelu

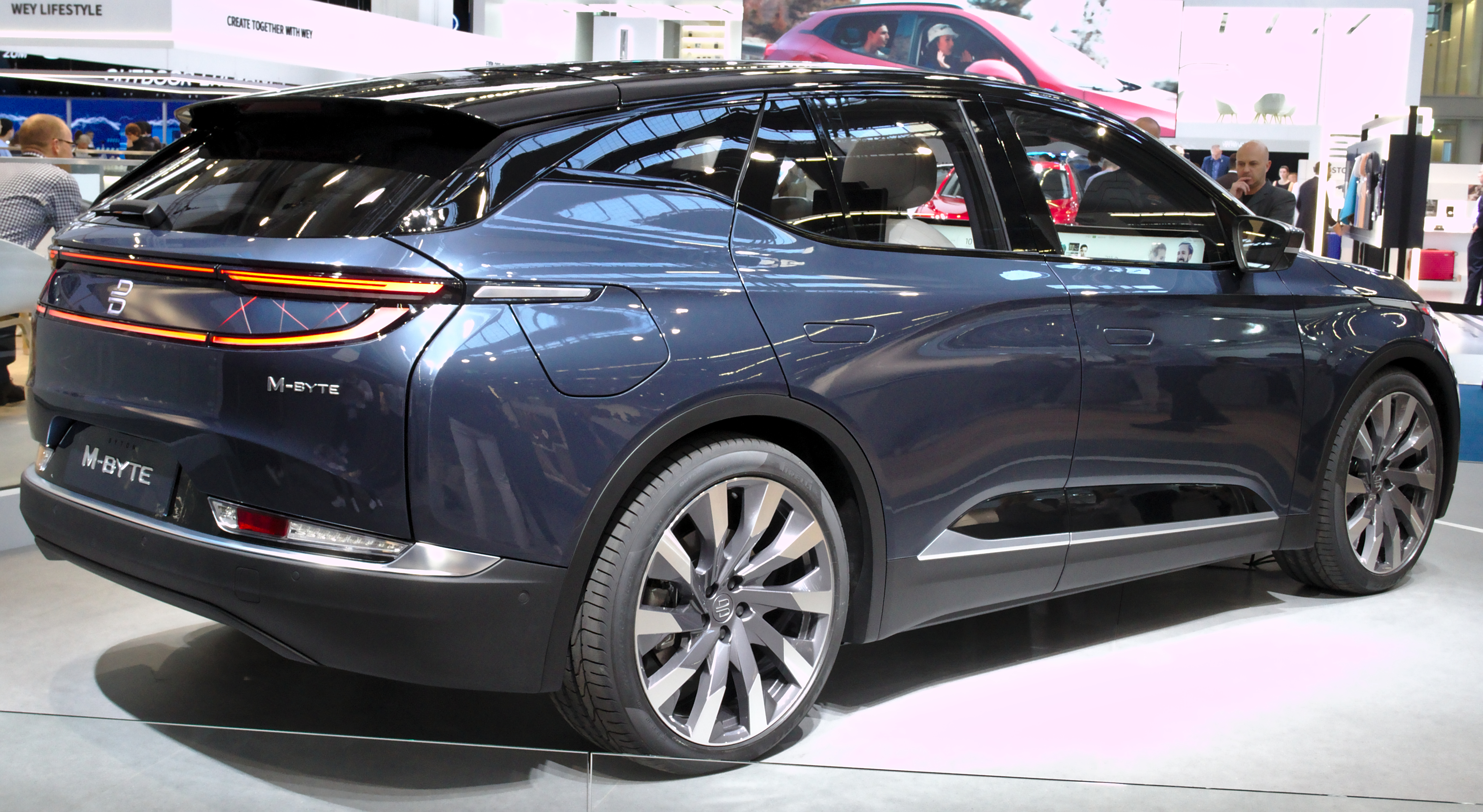
Byton M-Byte - tył

W styczniu 2018 roku chiński startup Byton przedstawił prototp M-Byte Concept jako zapowiedź pierwszego seryjnego pojazdu mającego konkurować m.in. z Teslą Model X. Seryjny Byton M-Byte został zaprezentowany na Frankfurt Auto Show jesienią 2019 roku, zachowując futurystyczną i awangardową formułę ze studium. Samochód zyskał charakterystyczne, wąskie reflektory wykonane w technologii LED z szarym paskiem z nazwą firmy biegnącym między lampami, a także dużą powierzchnią przeszklenia i łagodnie opadającą linią dachu.
Najbardziej awangardowym elementem stylistyki M-Byte jest kabina pasażerska, gdzie w górnej części kokpitu został zamontowany duży i szeroki, 48-calowy ekran gromadzący informacje zarówno dla kierowcy, jak i pasażera. Jego ulokowanie zoptymalizowano pod kątem zachowania bezpieczeństwa jazdy i nierozpraszania kierowcy.

### Sprzedaż
SUV Bytona opracowany został z myślą trzech dużych światowych rynkach - sprzedaż i produkcja na potrzeby wewnętrznego, chińskiego rozpocząć się miała w połowie 2020 roku, z kolei w Ameryce Północnej i Europie zaplanowana została na 2021 rok. Z powodu kłopotów finansowych startupu, zmian kadrowych i zamieszania w strukturze właścicielskiej, pojazd nie trafił jednak do produkcji kolejne 2 lata po debiucie.

### Dane techniczne
Byton M-Byte dostępny ma być w dwóch wariantach. Pierwszy tylnonapędowy napędzany jest 268-konnym silnikiem elektrycznym rozwijającym maksymalnie 295 Nm momentu obrotowego, z kolei drugi z napędem AWD oferuje 470 KM mocy i 524 Nm momentu obrotowego. Zasięg tańszego wariantu oferuj 430 kilometrów zasięgu, z kolei topowy - 530 kilometrów.